# The Animal World
The Animal World är en amerikansk dokumentärfilm från 1956, producerad, författad och regisserad av Irwin Allen. 
Filmen omfattar bland annat en sekvens med dinosaurier, kallad "The Prehistoric Sequence". Filmen är ungefär 10 minuter, och visar några av de mest berömda dinosaurierna: Allosaurus, Brontosaurus, Ceratosaurus, Stegosaurus, Triceratops och Tyrannosaurus rex. Den är lite av sin tids dokumentärer om dessa mäktiga urtidsdjur, och är betydligt långt före i ämnet än till exempel BBCs framgångsrika TV-serie Dinosauriernas tid.
Dinosaurierna var gjorda med stop motion-animation av Willis O'Brien och Ray Harryhausen. Modellerna var bland annat detaljerade så att man får illusionen att figurerna andas när man tittar på filmen.